# Christian Matras
Christian Matras (7. december 1900 i Viðareiði – 16. oktober 1988) var en færøsk sprogvidenskabsmand og digter.
Christian Matras blev født i Viðareiði og gik i skole i Tórshavn sammen med de jævnaldrende William Heinesen og Jørgen-Frantz Jacobsen.
Ved Københavns Universitet læste han nordistik (Nordisk litteraturvidenskab) og blev doktor i 1933. Fra 1952 var han professor i København, og da han kom tilbage til Færøerne i 1965, var han leder af det færøske fakultet ved Færøernes Universitet.
Hans produktion omfatter færøsk litteratur-, sprog- og kulturforskning. Christian Matras var også kendt for sine digte og især for sin naturlyrik.

## Værk
Fundvíst er skald,
sum finnur fram á orð,
ið eiga aldur
og fagran ungdóm.
Lykkelig er digteren,
som finder et ord,
som ejer alder
og fager ungdom.
(1978: Úr sjón og úr minni – digtsamling)
Disse store ord fra Christian Matras kan ses med helt andre øjne, når man betragter hans første storværk: Føroysk-donsk orðabók = Færøsk-dansk ordbog sammen med M. A. Jacobsen 1928. Siden har navnene Matras og Jacobsen været et synonym for denne klassiker. (nye udgaver 1961, 1977 og 1995)
Indtil den færøsk-engelske ordbog ved G. V. C. Young udkom i 1984, var Færøsk-dansk ordbog den eneste mulighed for at oversætte fra færøsk til andre sprog.
Vigtige for færøsk sproghistorie blev hans udgaver af Jens Christian Svabos og Johan Henrik Schrøters tidlige værker. De var de første, som skrev på færøsk, og var derfor nødsagede til selv at skabe en færøsk retskrivning. Deres ortografi var mere fonetisk (fonetik) end Hammershaimbs senere retskrivning.
Af stor betydning for færøsk litteratur var udgaven af Føroya kvæði : corpus carminum Færoensium (CCF), som Svend Grundtvig og Jørgen Bloch samlede i 1800-tallet. De færøske kvad gennem århundrede findes her i 7 bind, og derved er CCF en vigtig del af den færøske kulturarv.
Oversættelsen af Jørgen-Frantz Jacobsens roman Barbara fra 1972 kan nævnes. Nu udkom den endelig på modersmålet, idet den første udgave 1939 var på dansk.
I oktober 2006 fik bygden Viðareiði gadenavne. En af de tolv hedder Kristjansgøta efter Christian Matras.

## Værkfortegnelse
- 1926: Grátt, kátt og hátt : yrkingar (tegninger af William Heinesen) – 48 s. (digte)
- 1927-1928: Føroysk-donsk orðabók = Færøsk-dansk ordbog (sammen med M. A. Jacobsen, 469 s., yderlige udgaver: 1961, 1977, 1995)
- 1933 – Heimur og heima : yrkingar – 59 s. (digte)
- 1935 – Føroysk bókmentasøga – 104 s. (færøsk litteraturhistorie)
- 1939 – Indledning til Svabos færøske visehaandskrifter – lxxxv s.
- 1941 – Jørgen-Frantz Jacobsen. Gyldendals julebog – 45 s.
- 1957 – Drunnur – 33 s.
- 1970 – Bygd og hav : myndir úr seglskipatíð (billeder af Ingálvur av Reyni) – 16 s.
- 1972 –  Á hellu eg stóð : gamalt og nýyrkt – 103 s.
- 1975 – Av Viðareiði : fólk í huganum (billeder af Fridtjof Joensen) – 14 s.
- 1978 – Úr sjón og úr minni (yrkingar) – (digtsamling)
  - 1986 – Úr sjón og úr minni – ørindi = Seeing and remembering – verse – 47 s.
- 1980 – Ulf Zachariasen (ed.): Christian Matras : ritskrá í úrvali – 32 s.
- 1993 – Anne-Kari Skarðhamar (overs.): Dikt fra Færøyene : et utvalg dikt – 120 s. (på norsk)
- 2000 – Martin Næs und Jóhan Hendrik W. Poulsen (ed.): Greinaval – málfrøðigreinir – 353 s. – ISBN 99918-41-81-4 (lingvistiske artikler)
- 2002 – Turið Sigurðardóttir (ed.): Chr. Matras – aldarminning – 118 s.
- 2004 – Anne-Kari Skarðhamar (ed.): Chr.Matras – Yrkingar : heildarsavn við yrkingum og týðingum – 397 S. – ISBN 99918-1-418-3 (digte)

### Oversættelser
- 1951 – Jonathan Swift: Ferð Gullivers til Pinkulingalands (med tegninger ved Elinborg Lützen)
- 1972 – Jørgen-Frantz Jacobsen: Barba og harra Pál (Barbara (roman))
- 1977 – François de Voltaire: Candide ella Besti heimur. Tórshavn: Emil Thomsen, 1977 (med tegninger ved Elinborg Lützen)

### Udgaver
- 1930 – Føroysk fólkanøvn : navnalisti til leiðbeiningar (sammen med M. A. Jacobsen, 16 s.)
- 1939 – Føroysk lesibók (sammen med Hans A. Djurhuus og M. A. Jacobsen – 2 Bd.)
- 1941-1944 – Svend Grundtvig og Jørgen Bloch: Føroya kvæði : corpus carminum Færoensium (bind 2)
- 1944-1946 – Svend Grundtvig og Jørgen Bloch: Føroya kvæði : corpus carminum Færoensium (bind 3)
- 1946 – Svend Grundtvig og Jørgen Bloch: Føroya kvæði : corpus carminum Færoensium (bind 4.1)
- 1951-1963 – Svend Grundtvig og Jørgen Bloch: Føroya kvæði : corpus carminum Færoensium (sammen med Napoleon Djurhuus – bind 1)
- 1951-1953 – Johan Henrik Schrøter: J.H. Schrøters optegnelser af Sjúrðar kvæði
- 1966-1970 – Jens Christian Svabo: Dictionarium Færoense : færøsk-dansk-latinsk ordbog (2 bind)
- 1967 – Svend Grundtvig og Jørgen Bloch: Føroya kvæði : corpus carminum Færoensium (bind 4.2)
- 1968 – Svend Grundtvig og Jørgen Bloch: Føroya kvæði : corpus carminum Færoensium (bind 5)
- 1972 – Svend Grundtvig og Jørgen Bloch: Føroya kvæði : corpus carminum Færoensium (bind 6) – ISBN 87-500-1170-7
- 1973 – Johan Henrik Schrøter: Evangelium Sankta Matteusar (Schrøters Matthæusevangeliet fra 1823 – 2 bind)
- 1996 – Svend Grundtvig og Jørgen Bloch: Føroya kvæði : corpus carminum Færoensium (bind 7 – History, manuscripts, indexes / ed. by Michael Chesnutt & Kaj Larsen) – ISBN 87-7876-018-6

## Sekundærlitteratur
- W. Glyn Jones: "Nature and Man in Christian Matras's Poetry". I: Scandinavica, XIX, 1980, s. 181-97.
- Anne-Kari Skarðhamar: "'Growing up on the Edge of the Abyss'. Childhood Impressions in the Poetry of Christian Matras". I: Scandinavica, XXXV, 1996, s. 71-104.
- Anne-Kari Skarðhamar: "'Hella, hugur og tið' – tidserfaring i Christian Matras' diktning". I: Nordisk litteratur og mentalitet. 2000, s. 485-92.
- Anne-Kari Skarðhamar: "Det farlige, det frygtelige, det mægtige’. Christian Matras’ naturlyrik". Edda, 2001, s. 396-405.
- Anne-Kari Skarðhamar: Poetikk og livstolkning i Christian Matras' lyrikk : med et tillegg om Matras og færøysk lyrikk. Oslo: Unipub Forl, 2002 (Annales Societatis Scientiarum Færoensis : Supplementum ; 31) – ISBN 82-7477-086-2 , ISBN 99918-41-31-8 (Anmeldelse på norsk) Arkiveret 27. september 2007 hos  Wayback Machine